# Акжар (Казыгуртский район)
Акжар (каз. Ақжар) — село в Казыгуртском районе Туркестанской области Казахстана. Входит в состав Шанакского сельского округа. Находится примерно в 47 км к северо-западу от районного центра, села Казыгурт. Код КАТО — 514055200.

## Население
В 1999 году население села составляло 975 человек (519 мужчин и 456 женщин). По данным переписи 2009 года, в селе проживало 1112 человек (552 мужчины и 560 женщин).